# Isola di Onza
L'isola di Onza, conosciuta anche come Onzeta, è un'isola galiziana situata 600 metri a sud dell'isola di Ons. La sua superficie, di forma triangolare, è di 0,32 km². Appartiene al municipio di Bueu e fa parte del parco nazionale delle isole Atlantiche della Galizia.